# Sendmail
Sendmail — один из старейших агентов передачи почты (MTA — mail transfer agent). Распространяется бесплатно вместе с исходными кодами. Существуют версии программы для практически всех операционных систем.
В данное время разрабатывается фирмой Sendmail Inc.
Sendmail — это средство межсетевой маршрутизации электронной почты электронной почты общего назначения, которое поддерживает множество видов методов передачи и доставки почты, включая Simple Mail Transfer Protocol (SMTP), используемый для передачи электронной почты через Интернет.
Будучи потомком программы delivermail, разработанной Эриком Оллманом, Sendmail является известным проектом сообществ свободного и открытого программного обеспечения и Unix. Оно распространилось и как свободное программное обеспечение, и как проприетарное.

## Обзор
Оллман создал оригинальный delivermail для ARPANET, поставлявшийся в 1979 году с BSD 4.0 и 4.1. В начале 1980-х в Калифорнийском университете в Беркли Оллман разработал Sendmail как производный от delivermail. Sendmail поставлялся в 1983 году с BSD 4.1c, первой версией BSD, включавшей протоколы TCP/IP.
В 1996 году примерно 80 % общедоступных почтовых серверов в Интернете использовали Sendmail. Более поздние опросы показали снижение: в исследовании, проведенном E-Soft, Inc в марте 2021 года, было обнаружено, что Sendmail использовало 3,64 % почтовых серверов. Предыдущий опрос (декабрь 2007 года или ранее), согласно исследованию, проведенному Mail Radar, показал, что Sendmail использовало 24 % почтовых серверов.
Оллман разработал Sendmail, чтобы обеспечить большую гибкость, но его настройка может оказаться сложной для новичков. Стандартные пакеты конфигурации, поставляемые с исходным кодом, требуют использования языка макросов M4, который скрывает большую часть сложности конфигурации. Конфигурация определяет параметры доставки почты на локальные сайты и параметры доступа к ним, механизм пересылки почты на удаленные сайты, а также многие параметры настройки приложения.
Sendmail поддерживает различные протоколы передачи почты, включая SMTP, DECnet Mail-11, HylaFAX, QuickPage и UUCP. Кроме того, в Sendmail v8.12 на 2001 год представлена поддержка milter — внешних программ фильтрации почты, которые могут участвовать на каждом этапе SMTP-диалога.

## Приобретение компанией Proofpoint, Inc
Sendmail, Inc была приобретена компанией Proofpoint, Inc.. Это объявление было опубликовано 1 октября 2013 года.

## Безопасность
Sendmail появился в первые дни Интернета, в эпоху, когда соображения безопасности не играли главной роли в разработке сетевого программного обеспечения. Ранние версии Sendmail страдали от ряда уязвимостей безопасности, которые были исправлены в течение нескольких лет.
Сам Sendmail включал определенное разделение привилегий, чтобы избежать проблем с безопасностью. на 2009 год текущие версии Sendmail, как другие современные почтовые серверы, включает ряд улучшений безопасности и дополнительных функций, которые можно настроить для повышения безопасности и предотвращения злоупотреблений.

### История уязвимостей
Уязвимости Sendmail в рекомендациях и оповещениях CERT:
- TA06-081A Sendmail Race Condition Vulnerability. US-CERT Alerts. Архивировано 8 апреля 2006 года.
- CA-2003-25 Buffer Overflow in Sendmail. CERT Advisories (31 декабря 2003). Дата обращения: 7 января 2005. Архивировано 24 октября 2021 года.
- CA-2003-12 Buffer Overflow in Sendmail. CERT Advisories (31 декабря 2003). Дата обращения: 7 января 2005. Архивировано 24 октября 2021 года.
- CA-2003-07 Remote Buffer Overflow in Sendmail. CERT Advisories (31 декабря 2003). Дата обращения: 7 января 2005. Архивировано 24 октября 2021 года.
- CA-1997-05 MIME Conversion Buffer Overflow in Sendmail Versions 8.8.3 and 8.8.4. CERT Advisories (31 декабря 1997). Дата обращения: 7 января 2005. Архивировано 24 октября 2021 года.
- CA-1996-25 Sendmail Group Permissions Vulnerability. CERT Advisories (31 декабря 1996). Дата обращения: 7 января 2005. Архивировано 24 октября 2021 года.
- CA-1996-24 Sendmail Daemon Mode Vulnerability. CERT Advisories (31 декабря 1996). Дата обращения: 7 января 2005. Архивировано 24 октября 2021 года.
- CA-1996-20 Sendmail Vulnerabilities. CERT Advisories (31 декабря 1996). Дата обращения: 7 января 2005. Архивировано 24 октября 2021 года.

В UNIX-HATERS Handbook целая глава посвящена предполагаемым проблемам и слабостям sendmail.

## Реализация
Начиная с выпуска sendmail 8.12.0, реализация sendmail по умолчанию запускается от Unix-пользователя smmsp — программы отправки сообщений sendmail.